# Seinsheim
Seinsheim er en købstad (markt) i Landkreis Kitzingen i Regierungsbezirk Unterfranken, i den tyske delstat Bayern. Den er en del af Verwaltungsgemeinschaft Marktbreit. Seinsheim er også navnet på en adelsslægt der har sin oprindelse i området.

## Geografi
Seinsheim ligger ved de sydlige udløbere af Steigerwald. Landskabet er præget af vinavl.
Ud over Seinsheim er der i kommunen landsbyerne Iffigheim, Wässerndorf, Tiefenstockheim og Winkelhof.